# Айвори, Клиффорд
Клиффорд Айвори (англ. Clifford Ivory, 1 августа 1975, Куитмен) — американский футболист, известный по выступлениям за клуб Канадской футбольной лиги «Торонто Аргонавтс». Обладатель Кубка Грея 2004 года.

## Карьера
Клиффорд окончил старшую школу округа Брукс в Куитмене, Джорджия. Затем учился в Университете Троя в Алабаме. На драфте НФЛ 1998 года Айвори был выбран клубом «Сан-Диего Чарджерс» в шестом раунде под общим 155 номером. В чемпионате НФЛ за команду не выступал.
Профессиональную карьеру начал в 1999 году в команде «Скоттиш Клэйморс», игравшей в лиге НФЛ Европа. Сезоны 2000 и 2001 годов Айвори провёл в КФЛ в клубе «Гамильтон Тайгер-Кэтс».
С 2002 по 2006 год Клиффорд играл за «Торонто Аргонавтс». В первые три сезона выступлений за клуб он приглашался для участия в Матче всех звёзд КФЛ. В 2004 году вместе с командой Айвори одержал победу в плей-офф лиги, став обладателем Кубка Грея. В том же году его выдвинули претендентом на Том Пейт Мемориал Эворд, вручаемую спортсменам за их вклад в развитие клуба и заслуги перед общественностью. В течение всех пяти лет выступлений Клиффорд был послом «Аргонавтс» в программе по борьбе с насилием среди молодёжи. 
Всего за «Торонто» Айвори провёл 85 игр в регулярном чемпионате и 9 в плей-офф. Он сделал 280 тэклов и 20 перехватов, пять из которых завершились тачдаунами. На момент завершения карьеры Клиффорд с показателем в 492 ярда занимал шестое место в истории команды по набранным ярдам после перехватов.
В 2007 году он работал координатором защиты в футбольной команде Йоркского университета.